# Paullinia aspera
Paullinia aspera är en kinesträdsväxtart som beskrevs av Ludwig Radlkofer. Paullinia aspera ingår i släktet Paullinia och familjen kinesträdsväxter. Inga underarter finns listade i Catalogue of Life.